# Breuilly (Bellengreville)
Breuilly is een gehucht in de Franse gemeente Bellengreville in het departement Seine-Maritime. Het gehucht ligt in het noordelijk deel van de gemeente op een hoogte, anderhalve kilometer ten noordoosten van het dorpscentrum van Bellengreville.

## Geschiedenis
Oude vermeldingen van de naam gaan terug tot 1390 in Bois de Breuilly. De 18de-eeuwse Cassinikaart toont hier het plaatsje Breuilly. 
Op het eind van het ancien régime eind 18de eeuw, toen de gemeenten werden gecreëerd, werd Breuilly ondergebracht in de gemeente Saint-Sulpice-de-Bellengreville. Toen die gemeente in 1822 werd opgeheven, werd Breuilly mee bij de gemeente Bellengreville gevoegd.
Bellengreville · Breuilly · Inerville · Saint-Sulpice-de-Bellengreville